# Boletals
Els boletals (Boletales) són un ordre de fongs basidiomicots de la classe dels agaricomicets (Agaricomycetes) que conté unes 1.300 espècies amb diversitat de formes dels cossos fructífers.

## Ecologia

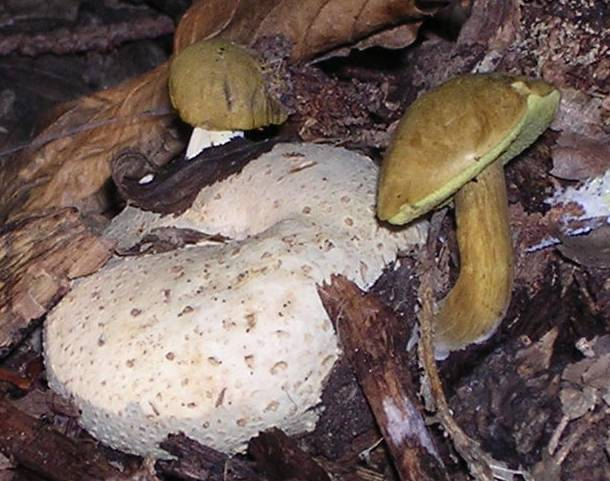
B. parasiticus sobre Scleroderma citrinum

Normalment són fongs ectomicorizals que es troben principalment al bosc, algunes espècies són paràsites.

## Comestibilitat i identificació
Els boletals normalment tenen una mena d'esponja sota el capell; n'hi ha de molts colors, els de color blanc o vermell mai són comestibles i els altres cal identificar-los.
El género Boletus inclou moltes espècies comestibles, algunes molt apreciades, com ara Boletus edulis, Boletus aereus i Boletus pinophilus, a més d'altres especies de menor qualitat, com Boletus badius. Boletus edulis i les espècies més properes tenen gran importància comercial a Europa i Nord-amèrica. Las especies del gènere Suillus son considerades sovint un comestible massa viscós i insípid, per bé què a Rússia són recol·lectades i comercialitzades. Per altra banda, molts boletals malgrat no ser tòxics tenen mal gust. Entre la família Paxillaceae n'hi ha de verinosos mortals. Boletus satanas també és molt tòxic.